# 普季奇尼克农村居民点
普季奇尼克农村居民点（俄语：Птичнинское сельское поселение）是俄罗斯联邦犹太自治州比罗比詹区所属的一个农村居民点。其下辖有3个居民点，行政中心为普季奇尼克。据2016年统计，该农村居民点的人口为3569人。